# 简贝岭
简贝岭是中国广东省广州市从化区的一个自然村。在太平镇东南面约13千米，属秋枫村管辖。清朝时建村，因当地山岭得名。1998年时，全村人口114人。